# Snethlages todietiran
Snethlages todietiran (Hemitriccus minor) is een zangvogel uit de familie Tyrannidae (tirannen). De Nederlandse naam verwijst naar de Duitse ornithologe Emilie Snethlage die deze vogel in 1907 geldig heeft beschreven.

## Verspreiding en leefgebied
Deze soort komt voor in het Amazonegebied en telt drie ondersoorten:
- H. m. minor: amazonisch zuidoostelijk Brazilië.
- H. m. snethlageae: amazonisch westelijk Brazilië.
- H. m. pallens: amazonisch centraal Brazilië en noordoostelijk Bolivia.

## Status
De grootte van de populatie is niet gekwantificeerd maar de soort wordt omschreven als schaars. Op de Rode lijst van de IUCN heeft deze soort de status niet bedreigd.